# 에릭 스맨다
에릭 스맨다(Eric Szmanda, 1975년 7월 24일 ~ )는 미국의 배우다. 위스콘신주 밀워키에서 태어났다.

## 출연 작품

### 연극
- 《한 여름밤의 꿈》

### 텔레비전
- 《CSI과학수사대》